# Le Cantique de l'Apocalypse joyeuse
 (février 2012).
Si vous disposez d'ouvrages ou d'articles de référence ou si vous connaissez des sites web de qualité traitant du thème abordé ici, merci de compléter l'article en donnant les références utiles à sa vérifiabilité et en les liant à la section « Notes et références ».
Le Cantique de l'Apocalypse joyeuse (titre original en finnois : Maailman paras kylä) est un roman publié en 1992 par l'écrivain finlandais Arto Paasilinna et dont l'action se situe en Finlande, près du lac Ukonjärvi en Laponie. 

## Résumé
Le roman débute alors qu'Asser Toropainen, un vieux communiste sur son lit de mort transmet ses dernières volontés à son petit-fils, Eemeli Toropainen. Le vieil homme désire que celui-ci, avec la fortune qu'il lègue, construise une église en bois sur ses terres, en prenant pour modèle l'église de Kuortane. C'est ainsi que débutera un chantier qui sera fortement condamné par les autorités qui tenteront de le fermer et par l'Église qui n'a jamais donné son accord à l'édification d'une église en bois à Ukonjärvi.
Lorsque la construction de l'église sera terminée, on observe l'établissement d'une communauté composée des charpentiers et d'un groupe d'écologistes qui vivent dans la forêt environnante. Les « villageois » vivent en autarcie et exploitent les richesses naturelles en respectant l'environnement. 
Pendant que la communauté d'Ukonjärvi s’agrandit et que de nouveaux habitants s'y établissent, le monde comme nous le connaissons s'effondre lentement en partie à cause d'une grave crise économique et, plus tard, éclate la Troisième Guerre mondiale. Les effets de ce cataclysme ne sont toutefois pas ressentis à Ukonjärvi, où ses manifestations les plus frappantes ne se manifestent surtout que par des bribes d'informations sur les développements du conflit. Le récit se termine en 2023, date anticipée d'une certaine « apocalypse » à laquelle les habitants d'Ukonjärvi survivront grâce à leur mode de vie qui s'harmonise avec la nature. 